# (31) Euphrosyne
(31) Euphrosyne est le 12e plus gros astéroïde et le 5e plus massif de la ceinture d'astéroïdes. Il a été découvert par James Ferguson le 1er septembre 1854 et est le premier astéroïde découvert en Amérique du Nord. Il est nommé d'après Euphrosyne, qui est l'une des Charites, symbolisant la joie, dans la mythologie grecque.

## Caractéristiques physiques

### Visibilité

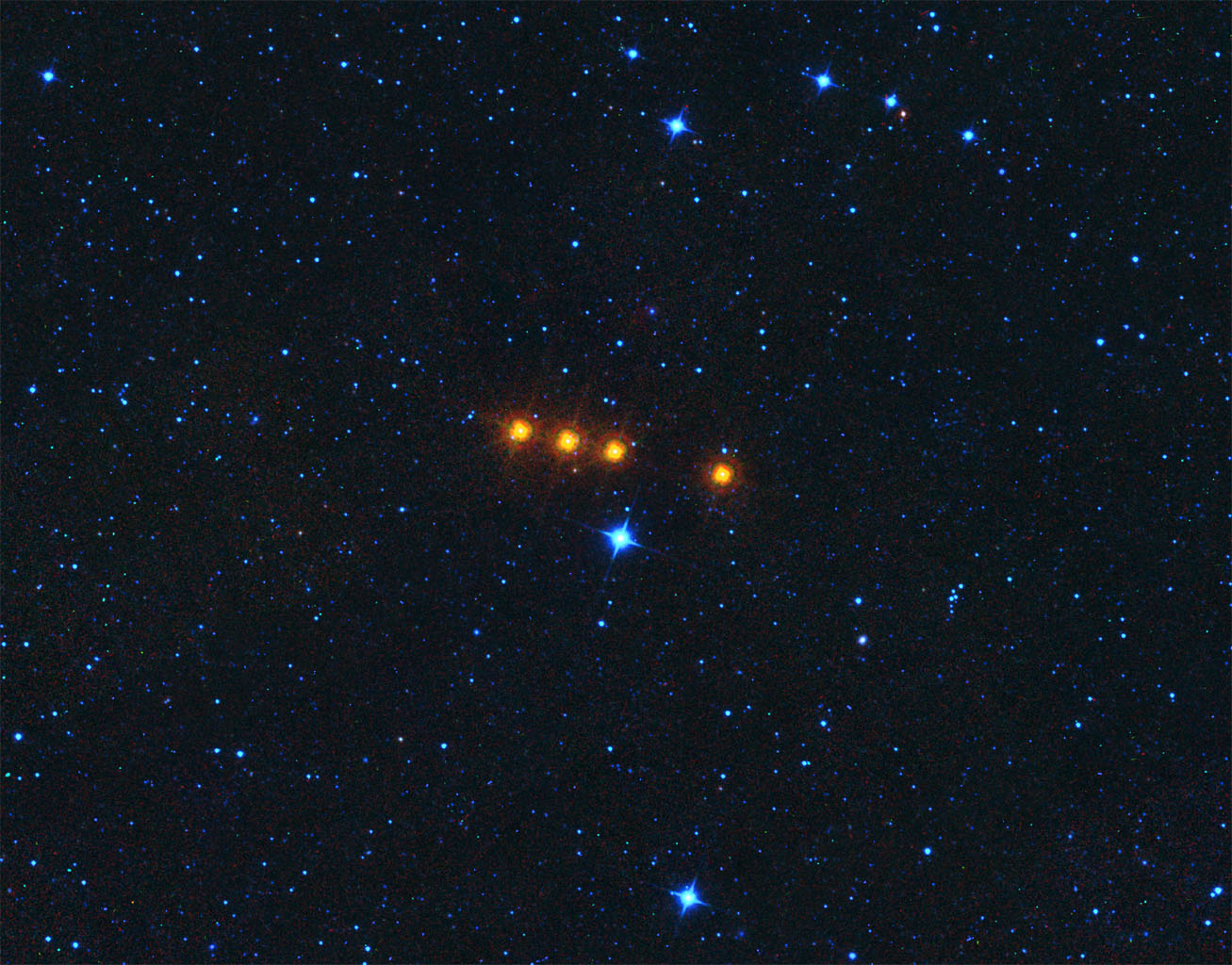
Euphrosyne vu (en infrarouge) par WISE le 17 mai 2010 en astronomie.

Euphrosyne est un corps assez sombre situé près de la bordure externe de la ceinture principale. Par conséquent, Euphrosyne n'est jamais visible avec des jumelles[Information douteuse], ayant une magnitude apparente minimale (donc une brillance maximale) lors des oppositions les plus favorables d'environ +10,2, comme ce fut le cas en novembre 2011. Cette magnitude est en fait plus faible que celle des trente astéroïdes découverts auparavant[réf. nécessaire].

### Taille
Malgré sa taille et son rang parmi les plus gros astéroïdes, le corps céleste reste très peu étudié. Il s'agit d'un astéroïde de type C avec une surface primitive. Son orbite, cependant, est tout à fait inhabituelle et rappelle celle de (2) Pallas pour sa grande inclinaison et son excentricité. Bien que Pallas et Éris — les seuls corps célestes qui lui soient comparables en termes d'inclinaison orbitale — aient leurs nœuds près de l'aphélie, le périhélie d'Euphrosyne se trouve au point de son orbite le plus au nord. Au cours d'une rare opposition périhélique, Euphrosyne est très haut dans le ciel sous les latitudes nordiques, mais reste invisible de pays tels que la Nouvelle-Zélande et le Chili[réf. nécessaire].

### Masse
L'estimation de la masse d'Euphrosyne par Baer (2011)[réf. incomplète] permet d'affirmer qu'il serait apparemment le 5e astéroïde le plus massif[Information douteuse], venant directement après les « quatre grands ». Il possède également la densité estimée la plus élevée, ce qui suppute un corps solide comme les autres gros astéroïdes de la ceinture principale. Cependant, tous les grands astéroïdes avec des densités comparables ((16) Psyché et (532) Herculina) ont encore à l'heure actuelle une masse et une densité incertaines, donc les valeurs sont susceptibles d'être plus faibles que l'estimation médiane qu'on leur attribue actuellement[réf. nécessaire].

### Rotation
Sa période de rotation est de 5,53 heures, valeur typique pour un grand astéroïde[réf. nécessaire]. Plus précisément, Frederick Pilcher a trouvé en 2013 une valeur de 5,529 3 ± 0,000 1 heures. Marin Ferrais et ses collègues ont pour leur part trouvé en 2019 une valeur de 5,531 2 ± 0,000 7 heures.
On ne sait rien de son inclinaison axiale[réf. nécessaire].
Sa courbe de lumière montre une amplitude d'environ un dixième de magnitude. Plus précisément, Frederick Pilcher a trouvé en 2013 une amplitude de 0,10 ± 0,01 magnitude là où Marin Ferrais et ses collègues ont trouvé en 2019 une amplitude de 0,07 magnitude.

### Étude radar
Euphrosyne a été étudié par radar en octobre 2000.

## Satellite
Un satellite, désigné provisoirement S/2019 (31) 1, lui est trouvé en 2019,. Il est de huit magnitudes plus faible que l'astéroïde, ce qui lui permet d'estimer un diamètre d'environ 6 km. Il orbite autour d'Euphrosyne à une distance moyenne (demi-grand axe) de 677 km et avec une période de 1,2 jour.

## Famille d'Euphrosyne
Cet objet est l'éponyme d'une famille d'astéroïdes constituée d'environ 2 000 membres qui partagent des propriétés spectrales et des éléments orbitaux similaires. On suppose qu'ils sont nés d'un événement collisionnel. Tous les membres de la famille ont une inclinaison orbitale élevée.